# Henrik Rongedal

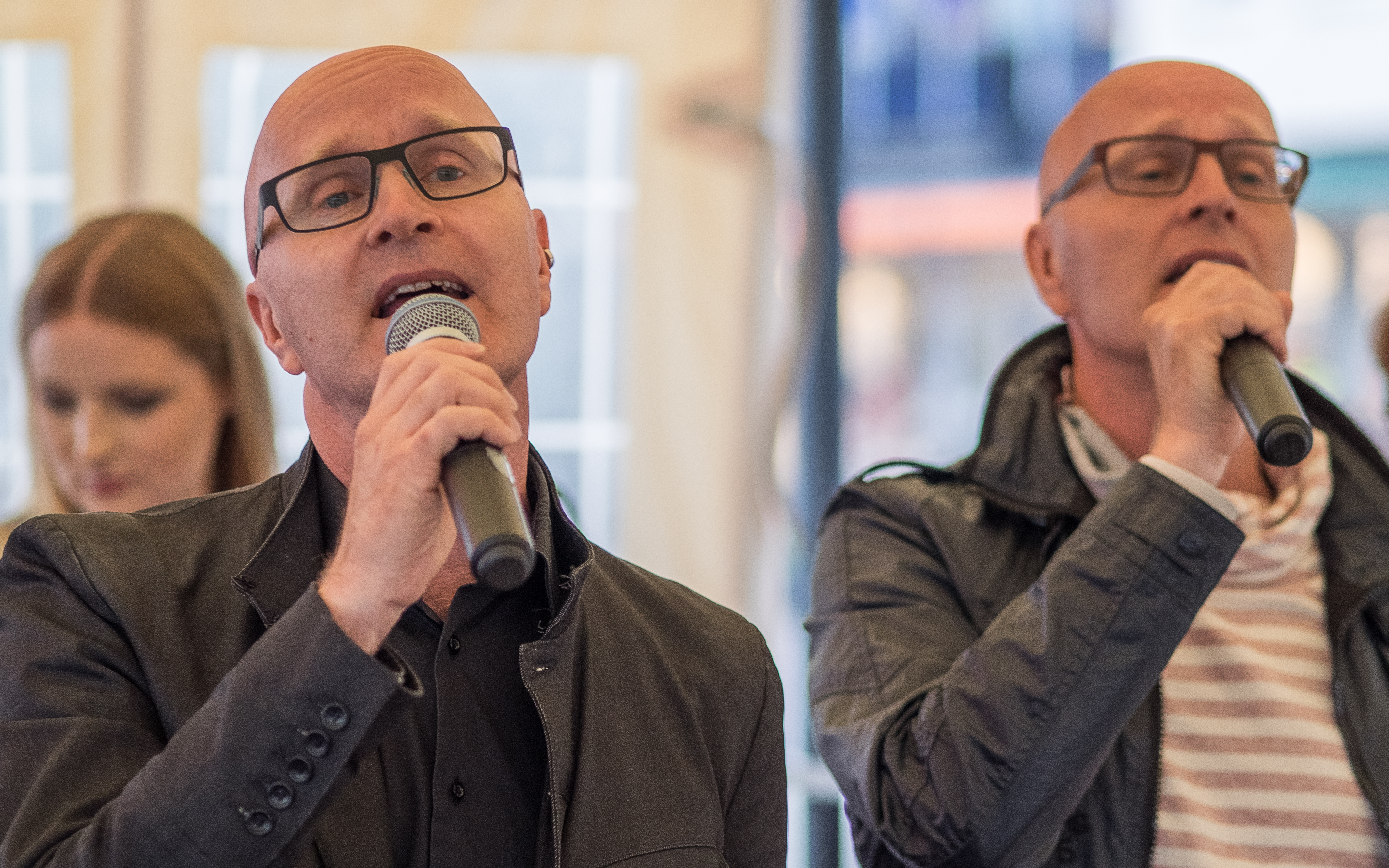
Magnus och Henrik Rongedal i juli 2014.

Jan Henrik Rongedal, född 16 april 1965 i Helga Trefaldighets församling, Uppsala län, är en svensk sångare som tillsammans med tvillingbrodern Magnus körar bakom bland andra Electric Banana Band, Jerry Williams med flera.

## Biografi
Under ungdomsåren när de bodde i Molkom var Henrik med i ett band som kallade sig "Priapisterna", en av låtarna var "Ellos-katalogen". De var med och skrev bidraget Mi amore i Melodifestivalen 2006.
De medverkade 2007 och även 16 maj 2008 i TV-programmet Så ska det låta. Andra TV-program de medverkat i är Doobidoo, Go'kväll, Sommarkrysset, Körslaget.
Under studieåren i Uppsala var han aktiv körsångare i Allmänna Sången och var medlem i sånggrupper som "MeMera" och "Scatcats".
Rongedal deltog i Melodifestivalen 2008 tillsammans med sin bror, men då under artistnamnet Rongedal. De vann deltävlingen i Västerås och gick därför vidare till finalen i Globen. I finalen kom de på en fjärde plats. I maj släpptes debutalbumet "Rongedal" där bidraget "Just a Minute" ingår.

## Diskografi
- 2007 - singel - "Hey, wont you"
- 2008 - singel - "Just a Minute"
- 2008 - album - "Just a Minute"
- 2009 - singel - "Day in day out"
- 2010 - album - "Absolutely nowhere"